# 张廷阁宅
张廷阁宅位于北京市西城区西交民巷87号、北新华街112号，该四合院原为张廷阁的住宅。

## 简介
这座宅院位于和平门内的西交民巷与北新华街的交口处，原为双合盛啤酒厂资本家张廷阁的住宅。宅院十分宽阔，分为两个院，东院为住宅，西院为花园。
东院为广亮大门，进门即为影壁，影壁旁是用太湖石叠成的内院门，门上的一块太湖石刻有乾隆帝御笔诗一首。假山后面是三进院落的内院。东院与西院的花园之间有廊亭连通。西院花园内叠石为山，景致很美。西院的太湖石假山上有乾隆帝题写的“普香界”，嘉庆帝题写的“护松扇”、“翠潋”等石匾。
上述清朝皇帝的题字以及太湖石、石刻和石雕是圆明园散失的遗物，后被张廷阁收集放置在该住宅内。